# Közeli ellenség
A Közeli ellenség (eredeti cím: Enemies Closer) 2013-ban bemutatott amerikai-kanadai akció-thriller, melyet Peter Hyams rendezett. A főszerepet Jean-Claude Van Damme, Tom Everett Scott és Orlando Jones alakítja. Hyamsnak ez a harmadik közös rendezői együttműködése Van Damme-mal, az Időzsaru (1994) és a Hirtelen halál (1995) után.

## Történet
A Xander (Jean-Claude Van Damme) által vezetett helyi drogkartell arra kényszeríti a vadőr és volt haditengerész Henryt (Tom Everett Scott), hogy segítsen visszaszerezni egy nagy drogszállítmányt, amely az amerikai-kanadai határon tűnt el. Henry az erdőben összefut Clayjel (Orlando Jones), aki bosszút esküdött Xander ellen. Előtte viszont mindkettejüknek sokat kell küzdenie, hogy kijussanak az erdőből és legyőzzék a kartellt, mindeközben pedig folyton konfliktusba keverednek egymással.

## Szereplők
- Jean-Claude Van Damme – Xander (Jakab Csaba)
- Tom Everett Scott – Henry (Hujber Ferenc)
- Orlando Jones – Clay (Barabás Kiss Zoltán)
- Kristopher Van Varenberg – François
- Linzey Cocker – Kayla (Sallai Nóra)
- Zahari Baharov – Saul